# Alessandro Pittin
Alessandro Pittin (11 de fevereiro de 1990) é um atleta de combinado nórdico italiano que conquistou a medalha de bronze na prova Individual pista normal nos Jogos Olímpicos de Inverno de 2010.